# 13 Кита
13 Кита (13 Ceti, сокращ. 13 Cet) — кратная звезда в экваториальном  созвездии Кита. Звезда имеет видимую звёздную величину +5,2m, и, согласно шкале Бортля, звезда видна невооружённым глазом на засвеченном пригородном небе (англ. Bright suburban sky).
Из измерений параллакса, полученных во время миссии Hipparcos известно, что звёзды удалены примерно на 69,3 св. лет  (21,6 пк) от Солнца. Звезды наблюдается южнее 87° ю.ш., то есть видна практически на всей территории обитаемой Земли, за исключением полярных областей Антарктиды. Лучшее время для наблюдения — сентябрь.
Звезда 13 Кита движется со средней скоростью относительно Солнца: её радиальная гелиоцентрическая скорость равна 9 км/с, что на 10% меньше скорости местных звёзд Галактического диска, а также это значит, что звезда удаляется от Солнца. Звезда 13 Кита приближалась к Солнцу на расстояние 67,3 св. лет 115 000 лет назад, когда 13 Кита увеличивала свою яркость на 0,1m до величины 5,1m(то есть звезда светила тогда, как L² Кормы светит сейчас). По небосводу звезда движется на юго-восток, проходя по небесной сфере  0.41 угловых секунд в год.
Средняя пространственная скорость 13 Кита имеет следующие компоненты (U, V, W) =(-36.3, -19.5, -13.1), что означает U=−36,3 км/с (движется от галактического центра), V=−19,5 км/с (движется против направления галактического вращения) и W=−13,1 км/с (движется в направлении южного галактического полюса).
13 Кита (латинизированный вариант лат. 13 Ceti) являются обозначением Флемстида. Обозначения компонентов как 13 Кита AB и AB, C вытекают из конвенции, используемой Вашингтонским каталогом визуально-двойных звёзд (WDS) для звёздных систем, и принятого Международным астрономическим союзом (МАС).

## Свойства кратной системы 13 Кита
|  |  |  |  |                      |  | Aa                        |  |
|  |  |  |  |                      |  |                           |  |
|  |  |  |  |                      |  | T = 2,082 дн. a=1,735 mas |  |
|  |  |  |  |                      |  |                           |  |
|  |  |  |  |                      |  | Ab                        |  |
|  |  |  |  |                      |  |                           |  |
|  |  |  |  |                      |  |                           |  |
|  |  |  |  | T=6,89 лет a=0,241 ″ |  |                           |  |
|  |  |  |  | B                    |  |                           |  |
|  |  |  |  |                      |  |                           |  |

13 Кита Aa и Ab являются очень узкой парой спектрально-двойных звёзд, в который компоненты отдалены друг от друга на угловое расстояние в 1,735 mas, что соответствует, на расстоянии 21,6 пк физическому расстоянию между звёздами в    0,034 а.е. и вращаются друг вокруг друга с периодом  2,0819 дн.. У орбиты нулевой эксцентриситет. Эпоха периастра, то есть год, когда звёзды сближались на минимальное расстояние —  1973 год.
У пары звёзд 13 Кита Aa,Ab присутствует компаньон B, на угловом расстоянии в 0,241 ″, что соответствует на расстоянии 21,6 пк физическому расстоянию между звёздами в    4,18 а.е. и он вращается вокруг общего барицентра с периодом  6,89 лет (то есть примерно на орбите астероида Туле, чья большая полуось равна 4,27 а.е.). У орбиты очень большой эксцентриситет, который равен 0,773. Таким образом компоненты, то сближаются на расстояние 0,95 а.е. (то есть практически на земную орбиту), то удаляются на расстояние 7,41 а.е. (то есть в точку на полпути между Юпитером и Сатурном).
Если мы будем смотреть со стороны пары 13 Кита Aа-Ab на спутник 13 Кита B, то мы увидим жёлтую звезду, которая светит с яркостью -23.83m, то есть с яркостью 7% солнца. Причём угловой размер звезды будет — ~0,14 °, то есть в ~29% от нашего Солнца, каким мы его видим с Земли
С другой стороны, если мы будем смотреть со стороны 13 Кита B на пару звёзд 13 Кита  Aa-Ab, то мы увидим одну бело-жёлтую звезду, которая светит с яркостью от -24.53m, то есть с яркостью 13% солнца, а вторая, красная звезда будет светить с яркостью примерно -19.03m, то есть с яркостью 330 лун в полнолуние. Угловой размер для первой звезды будет ~0,15 ° и ~0,05 ° для второй звезды, то есть в ~3 и ~10 раза меньше нашего Солнца, каким мы его видим с Земли (угловой диаметр нашего Солнца — 0,5°). Более точные параметры звёзд приведены в таблице:
| | В периастре (0,95 а.е.)       | В периастре (0,95 а.е.) | В периастре (0,95 а.е.)        | В периастре (0,95 а.е.) | В апоастре (7,41 а.е.)        | В апоастре (7,41 а.е.) | В апоастре (7,41 а.е.)         | В апоастре (7,41 а.е.) |
| m | {\displaystyle L_{\bigodot }} | D°                      | {\displaystyle D_{\bigodot }}% | m                       | {\displaystyle L_{\bigodot }} | D°                     | {\displaystyle D_{\bigodot }}% |                        |
| --- | ----------------------------- | ----------------------- | ------------------------------ | ----------------------- | ----------------------------- | ---------------------- | ------------------------------ | ---------------------- |
| Aa-Ab→B | -27,05                        | 1,33                    | ~0,64°                         | 126,8%                  | -22.59                        | 0,02                   | ~0,08°                         | 16.3%                  |
| B→Aa | -27,75                        | 2.83                    | 0,66°                          | 133,5%                  | -23,29                        | 0,04                   | ~0,08°                         | 17.1%                  |
| B→Ab | -22,25                        | 0,02                    | ~0,22°                         | 43,8%                   | -17.79                        | 0,0003                 | ~0,03                          | 5.6%                   |
| - m — видимая звёздная величина; - {\displaystyle L_{\bigodot }} — светимость, выраженная в светимостях Солнца; - D° — угловой диаметр звезды выраженный в градусах (угловой диаметр Солнца — 0,5°); - {\displaystyle D_{\bigodot }}% — диаметр звезды выраженный в процентах от диаметра Солнца; |                               |                         |                                |                         |                               |                        |                                |                        |

Максимальное угловое расстояние между звёздами будет 3,7°.
Текущий возраст системы 13 Кита  определён с большими ошибками как 3,6+1,8
−0,3 млрд., однако известно, что звёзды с массой 1,19 {\displaystyle M_{\bigodot }} живут на главной последовательности порядка 6,14 млрд. лет и  таким образом звезда находится в примерно середине своего жизненного цикла. Когда 13 Кита Aa станет сначала красным гигантом, (причём на этой стадии она поглотит обоих своих спутников, приобретя их угловой момент и раскрутившись) а затем, сбросив внешние оболочки, станет массивным белым карликом. Однако пара звёзд Aa-Ab достаточно близкая, чтобы провзаимодействовать во время эволюции обоих звёзд. Трудно сказать, что именно произойдёт, но перенос массы туда и обратно по мере развития звёзд может когда-нибудь привести к крайне нестабильному поведению.
Звезда 13 Кита слегка переменная: во время наблюдений яркость звезды немного меняется, колеблясь на 0,01m между значениями 3,86m  и 3,96m, без какой-либо периодичности (скорее всего у звезды или звёзд несколько периодов), тип переменной определён как переменная типа RS Гончих Псов. К этому типу относятся тесные двойные системы с эмиссией линий Н и К Ca II в спектре, компоненты которых обладают повышенной хромосферной активностью, вызывающей квазипериодическую переменность их блеска с периодом, близким к периоду обращения. Звезда имеет обозначение BU Кита является обозначением
характерным для переменных звёзд.

### Свойства 13 Кита Aa
13 Кита Aa — судя по её массе, звезда родилась как карлик спектрального класса F. В настоящее время её спектральный класс определён как F8V] и в этом звезда подобна Гамма Павлина. Таким образом водород в ядре звезды является ядерным «топливом», то есть звезда находится на  главной последовательности. Масса звезды равна 1,19 {\displaystyle M_{\bigodot }}. Для подобных звёзд характерны излучаемые энергии со своей внешней атмосферы при эффективной температуре около 6150 КТаблицы VII и VIII, что придаёт ей характерный жёлто-белый цвет.
В связи с небольшим расстоянием до звезды её радиус может быть измерен непосредственно, и такая попытка была сделана в 1983 году. Данные об этом и других измерениях приведены в таблице:
| Год  | Имя       | m    | Спектр | D (mas) | Rабс ({\displaystyle R_{\bigodot }}) | Комм.  |
| 1983 | Глизе 23A | 5.20 | F8V    | —       | 1.0                                  | [ 17 ] |

Сейчас мы знаем, что для подобных звёзд характерен радиус равный 1,19 {\displaystyle R_{\bigodot }}Таблицы VII и VIII, то есть измерение было довольно адекватным, но недостаточно точным.  Светимость звезды, вычисленная по закону Стефана — Больцмана  равна 1,82 {\displaystyle L_{\bigodot }}. Для того, чтобы планета, аналогичная нашей Земле, получала бы примерно столько же энергии, сколько она получает от Солнца, её надо было бы поместить на расстоянии 1,34 а. е., то есть несколько ближе чем астероид Эрос располагается к Солнцу. Причём с такого расстояния 13 Кита Aa выглядела бы в 5% меньше нашего Солнца, каким мы его видим с Земли — 0,47° (угловой диаметр нашего Солнца — 0,5°). Однако это невозможно, поскольку компонент B вращается слишком близко к паре звезд Aa-Ab.

### Свойства 13 Кита Ab
Вторичный компонент 13 Кита Ab — судя по её массе, которая вычислена по законам Кеплера и равна 0,35 {\displaystyle M_{\bigodot }}, звезда родилась как карлик спектрального класса M.  Подобная масса характерна для звёзд спектрального класса M3V. Таким образом водород в ядре звезды является ядерным «топливом», то есть звезда находится на  главной последовательности. Для подобных звёзд характерны излучаемые энергии со своей внешней атмосферы при эффективной температуре около 3250 К, что придаёт ей характерный красный цвет. Также для подобных звёзд характерен радиус равный 0,39 {\displaystyle R_{\bigodot }} и светимость равная 0,015 {\displaystyle L_{\bigodot }}. Для того, чтобы планета, аналогичная нашей Земле, получала бы примерно столько же энергии, сколько она получает от Солнца, её надо было бы поместить на расстоянии 0,12 а. е., то есть почти в 3 раза ближе чем  Меркурий располагается к Солнцу. Причём с такого расстояния 13 Кита Aa выглядела бы почти в 3,5 раза больше нашего Солнца, каким мы его видим с Земли — 1,7,° (угловой диаметр нашего Солнца — 0,5°).
Абсолютная звёздная величина подобных звёзд равна +1,5m, таким образом, видимая звёздная величина на расстоянии 69,32 св. лет составит порядка 11,1m, однако видна она не будет, поскольку её свет будет полностью затмевается светом главной звезды.

### Свойства 13 Кита B
13 Кита B — судя по её массе, звезда родилась как карлик спектрального класса G. В настоящее время её спектральный класс определён как G0V]. Таким образом водород в ядре звезды является ядерным «топливом», то есть звезда находится на  главной последовательности. Масса звезды почти солнечная и равна 1,04 {\displaystyle M_{\bigodot }}. Для подобных звёзд характерны излучаемые энергии со своей внешней атмосферы при эффективной температуре около 6030 К, что придаёт ей характерный жёлтый цвет.
В связи с небольшим расстоянием до звезды её радиус может быть измерен непосредственно, и такая попытка была сделана в 1983 году. Данные об этом и других измерениях приведены в таблице:
| Год  | Имя       | m    | Спектр | D (mas) | Rабс ({\displaystyle R_{\bigodot }}) | Комм.  |
| 1983 | Глизе 23B | 6.30 | —      | —       | 0.93                                 | [ 20 ] |

Однако, для подобных звёзд характерен радиус равный 1,13 {\displaystyle R_{\bigodot }}, то есть измерение было довольно адекватным, но недостаточно точным. Светимость звезды равна 1,36 {\displaystyle L_{\bigodot }}.

## История изучения кратности звезды
В 1877 году 13 Кита была впервые замечена как двойная звезда Ш. Бёрнхемом, который обнаружил спутник примерно на восемь величин слабее находящийся на угловом расстоянии 37,1 секунд дуги, основываясь на исследовании относительного движения
компонентов с использованием метода видимого относительного движения. то есть им был открыт компонент AB,C и звёзды вошли в каталоги как BU 490. В 1886 году американский астроном Дж. Хаф разрешил компонент AB и звёзды вошли в каталоги как HO 212.
Согласно Вашингтонскому каталогу визуально-двойных звёзд, параметры этих компонентов приведены в таблице:
| Компонент | Год  | Количество измерений | Позиционный угол | Угловое расстояние | Видимая звёздная величина компонента I | Видимая звёздная величина компонента II |
| AB        | 1886 | 233                  | 260°             | 0.3″               | 5.61m                                  | 6.90m                                   |
| AB        | 2019 | 233                  | 286°             | 0.3″               | 5.61m                                  | 6.90m                                   |
| AB,C      | 1877 | 12                   | 65°              | 37.1″              | 4.91m                                  | 12.50m                                  |
| AB,C      | 1922 | 12                   | 43°              | 24.5'″             | 4.91m                                  | 12.50m                                  |
| AB,C      | 1999 | 12                   | 322°             | 24.0″              | 4.91m                                  | 12.50m                                  |

Обобщая все сведения о звезде, можно сказать, что у звезды 13 Кита, есть, как минимум, один спутник:
- компонент B, звезда 7-й величины, находящаяся на угловом расстоянии 0,3 секунд дуги. Звезда за последние примерно 130 лет сохраняет небольшое угловом расстоянии, вращаясь по эллиптической орбите;
- компонент C, звезда 13-й величины, находящаяся на угловом расстоянии 24,0 секунд дуги. У звезды известен каталожный номер UCAC3 173-1713[22] и параллакс, который равен 1,6296 ± 0,0295 mas[23] и согласно которому звезда находится на расстоянии примерно 2000 св. лет и, соответственно, в систему 13 Кита не входит, являясь просто фоновой звездой, лежащей на линии прямой видимости.

## Ближайшее окружение звезды
Следующие звёздные системы находятся на расстоянии в пределах 20 световых лет от звезды 13 Кита (включены только: самая близкая звезда, самые яркие (<6,5m) и примечательные звёзды). Их спектральные классы приведены на фоне цвета этих классов (эти цвета взяты из названий спектральных типов и не соответствуют наблюдаемым цветам звёзд):
| Звезда   | Спектральный класс | Расстояние, св. лет |
| HD 4256  | K2 V               | 7.89                |
| HD 1461  | G0VC               | 10.93               |
| BE Кита  | G2—3V              | 10.99               |
| 6 Кита   | F8VFe−0.8 CH−0.5   | 16.59               |
| Фи² Кита | F7V                | 19.98               |

Рядом со звездой, на расстоянии 20 световых лет, есть ещё порядка 15 красных, оранжевых карликов и жёлтых карликов спектрального класса G, K и M, а также 3 белых карлика которые в список не попали.

### Комментарии
1. ↑  Расстояние рассчитано по приведённому значению параллакса
2. 1 2 3  Абсолютная звёздная величина вычисляется по формуле:: {\displaystyle M=m-5\lg {\frac {d}{d_{0}}}}, где {\displaystyle m} — видимая звёздная величина, {\displaystyle d} — расстояние до объекта в пк, {\displaystyle d_{0}=}10 пк
3. 1 2 3 4 5 6 7  Угловой диаметр (δ) вычисляется по формуле:
{\displaystyle \delta =2\arctan \left({\frac {R_{\mathrm {S} }}{d_{\mathrm {S} }}}\right)}, где RS — радиус звезды, выраженный в а.е.; dS — расстояние до звезды, выраженное в а.е.
4. ↑  BU — ссылка на каталог Ш. Бёрнхема, 490 — номер записи в его каталоге
5. ↑  HO — ссылка на каталог Дж. Хафа[англ.], 212 — номер записи в его каталоге